# Michaela Steiger

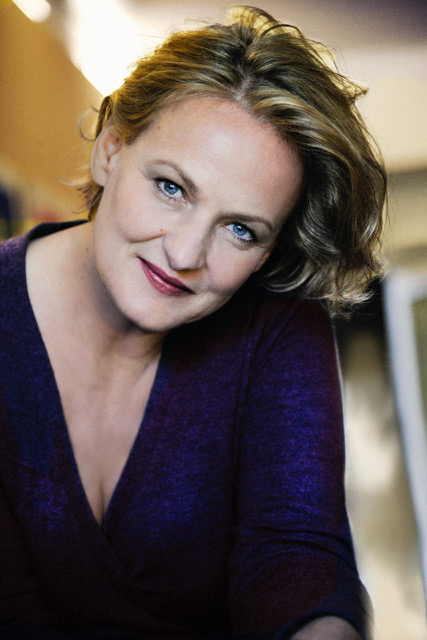
Michaela Steiger

Michaela Steiger (* 1964 in Garmisch-Partenkirchen) ist eine deutsche Schauspielerin.

## Leben und Werk
Michaela Steiger absolvierte ihre Schauspielausbildung in New York bei Susan Batson (Actors Studio) und bei Herbert Berghof. Ihr erstes Engagement führte sie von 1988 bis 1993 ans Theater Basel unter der Intendanz von Frank Baumbauer, wo sie u. a. mit Jossi Wieler (Prinzessin Eboli im Don Carlos), Frank Castorf (Göttin Athene in Aias) und mit Barbara Frey (Soloabend über Sylvia Plath Ich kann es besonders schön) zusammenarbeitete. Es folgte von 1993 bis 1996 ein Engagement am Düsseldorfer Schauspielhaus, wo sie u. a. als Cressida in Troilus und Cressida (Regie David Mouchtar-Samorai) und Hedda in Hedda Gabler (Regie Detlef Altenbeck) zu sehen war. Gastengagements führten sie ans Hamburger Schauspielhaus, Residenztheater München, Schauspielhaus Zürich (Lady Milford in Kabale und Liebe, Regie Benjamin Korn).
Mit Beginn der Intendanz von Thomas Ostermeier ging sie 1999 als festes Ensemblemitglied an die Schaubühne Berlin, wo sie die Mutter Ubu in Alfred Jarrys Farce König Ubu (Regie: Barbara Frey), sowie in Sarah Kanes Gier in einer Inszenierung von Thomas Ostermeier und in dem Tanzstück seriously; Regie Luc Dunberrry spielte. Ab 2002 war sie Gast am Züricher Schauspielhaus, wo sie mit Andreas Kriegenburg, Schorsch Kamerun, Daniela Löffner und Stefan Pucher arbeitete und an den Münchner Kammerspielen, wo sie als Christine Mannon in O’Neills Trauer muss Elektra tragen (Regie Stefan Pucher) und als Frau Prantl in Glaube, Liebe, Hoffnung (Regie Stephan Kimmig) zu sehen war.
2006 spielte sie (auf Französisch) die Hauptrolle Amelia in dem Stück Tendre et cruel an der Comédie de Genève in der Regie von Denis Maillefer. Unter der Intendanz von Martin Kušej war sie von 2011 bis 2016 festes Ensemblemitglied des Münchner Residenztheaters, dort arbeitete sie u. a. mit Martin Kusej (Die bitteren Tränen der Petra von Kant), Katrine Wiedemann (als Marquise de Merteuil in Gefährliche Liebschaften), Daniela Löffner (Frau in Peter Handkes Die schönen Tage von Aranjuez) Frank Castorf (Reise ans Ende der Nacht, Einladung zum Theatertreffen) und Bernhard Mikeska (als Laura in Opening Night::Alles über Laura).
2014 debütierte sie an den Salzburger Festspielen in Ödön von Horvaths Don Juan kommt aus dem Krieg zurück, Regie Andreas Kriegenburg. 2016 war sie die Brünhild Lotte Jünger bei den Nibelungenfestspielen in Worms, Regie Nuran David Calis.
Seit der Spielzeit 2016/17 ist sie fester Gast am Düsseldorfer Schauspielhaus. An den Münchener Kammerspielen war sie von 2018 bis 2019 in Lola Arias Stück What they want to hear zu sehen. Nebenher unterrichtet sie (Stand 2021) an der Otto-Falckenberg-Schule München den Schauspielnachwuchs.
Steiger arbeitet regelmäßig für Film und Fernsehen und für den Hörfunk.

## Theater (Auswahl)
Theater Basel (1988–1993)
- Antigone, Rolle Antigone, Regie Stefan Müller
- Don Carlos, Rolle Eboli, Regie Jossi Wieler
- Was ihr wollt, Rolle Lady Olivia, Regie Stefan Müller
- Aias, Rolle Athene, Regie Frank Castorf

Düsseldorfer Schauspielhaus (1993–1996)
- Hedda Gabler, Rolle Hedda, Regie D. Altenbeck
- Troilus und Cressida, Rolle Cressida, Regie David Mouchtar-Samorai
- Der neue Menoza, Regie Werner Schroeter

Schauspielhaus Hamburg
- Camping 2000, Regie Jossi Wieler
- Comeback, Regie Stefan Pucher
- Krieg, Regie Anselm Weber

Schauspielhaus Zürich
- Kabale und Liebe, Rolle Lady Milford, Regie Benjamin Korn

Bayerisches Staatsschauspiel (1996–1999)
- Drei Schwestern, Rolle Olga, Regie Matthias Hartmann

Schaubühne Berlin (1999–2001)
- König Ubu, Rolle Mutter Ubu, Regie Barbara Frey[3]
- Gier, Rolle m, Regie Thomas Ostermeier
- Seriously, Tanztheater, Choreographie Luc Dunberry

Schauspielhaus Zürich (2002–2005)
- Die Schneekönigin, Regie Schorsch Kamerun
- Matthäuspassion, Regie Stefan Pucher
- Herr Puntila und sein Knecht Matti, Regie Andreas Kriegenburg
- Wilhelm Tell, Regie Meret Matter
- Stützen der Gesellschaft, Regie Andreas Kriegenburg

Schauspiel Hannover (2005–2009)
- Ein Sommernachtstraum, Regie Meret Matter
- Glaube Liebe Hoffnung, Regie Meret Matter
- Nathan der Weise, Regie Christoph Frick

Maxim Gorki Theater 2008
- M – Eine Stadt sucht einen Mörder, Regie Stefan Pucher

Münchner Kammerspiele (2005–2010)
- Trauer muss Elektra tragen, Regie Stefan Pucher
- Belagerungszustand , Regie Christoph Frick
- Glaube Liebe Hoffnung, Regie Stephan Kimmig

Schauspielhaus Zürich (2010/2011)
- Täter, Regie Daniela Löffner
- Tod eines Handlungsreisenden, Regie Stefan Pucher (Einladung zum Theatertreffen)

Salzburger Festspiele (2014)
- Don Juan kommt aus dem Krieg zurück, Regie Andreas Kriegenburg

Residenztheater München (2011–2016)
- Die vierzig Tage des Musa Dagh, Regie Nuran David Calis
- Opening Night::alles über Laura, Regie Bernhard Mikeska
- The Land, Tanztheater in Kooperation mit Peeping Tom, Regie und Konzept Gabriela Carrizo
- Gefährliche Liebschaften, Regie Katrine Wiedemann
- Reise ans Ende der Nacht, Regie Frank Castorf (Einladung zum Theatertreffen)
- Die schönen Tage von Aranjuez, Regie Daniela Löffner
- Die bitteren Tränen der Petra von Kant, Regie Martin Kusej
- Zur Mittagsstunde, Regie Wilfried Minks
- Das Ende des Regens, Regie Radu Afrim
- EYJAFJALLAJÖKULL-TAM-TAM, Regie Robert Lehniger

Nibelungenfestspiele Worms (2016)
- Gold, Regie Nuran David Calis – auch TV-Aufzeichnung

Düsseldorfer Schauspielhaus (seit 2016)
- Gilgamesh, Regie Roger Vontobel
- Fabian, Regie Bernadette Sonnenbichler
- Medea, Regie Roger Vontobel
- Der zerbrochene Krug, Regie Laura Linnenbaum

Münchner Kammerspiele (2018–2019)
- What they want to hear, Regie Lola Arias[5]

## Filmographie
- 1991: Warum ich mir das Wort Fatalismus nicht merken kann, Kurzfilm von Eva Maria Bahlrühs
- 1997: Camping 2000, ZDF, Regie Jossi Wieler
- 1997: Der Tag, an dem Otto kam (Kurzfilm), Regie Oliver Paulus
- 2004: Bella Block: Das Gegenteil von Liebe
- 2005: Hitzschlag, Kurzspielfilm von Christian Bach
- 2012: Weil ich schöner bin, Regie: Frieder Schlaich, (Kinofilm)
- 2014: Seitensprung (Fernsehfilm), Regie: Sabine Boss
- 2014: Revolution Now, Regie: Nuran David Calis, (Kinofilm)
- 2014: Unter Verdacht: Mutterseelenallein
- 2015: Unter Verdacht: Ein Richter, Regie Martin Weinhart
- 2017: München Grill (Episode), Regie Franz Xaver Bogner
- 2018: Hubert ohne Staller, Regie Wilhelm Engelhardt
- 2018: SOKO München – Das Geheimnis am See, Regie Frauke Thielecke
- 2018: Tatort: Ein Tag wie jeder andere, Regie Sebastian Marka
- 2021: Polizeiruf 110: Bis Mitternacht

## Hörspiele (Auswahl)
- 1989: Dada & Co, Radio DRS
- 1990: Pessoa: Träumend träumen wir, DRS
- 1990: Scheerbart, DRS
- 1991: Der Sprung von der Arche, DRS
- 1992: Der Koffer des Heribert Bodenstedt, DRS
- 1993: Besuche bei Penelope, DRS
- 1993: Der Fall Franza, DRS/NDR
- 1993: Passion, DRS
- 1994: Das Rendezvous, DRS
- 1995: Kein Weg zurück, WDR
- 2005: Eigen Fleisch und Blut, Deutschlandradio
- 2006: Mann ohne Makel, NDR
- 2012: Virginia Woolf: Jakobs Zimmer, BR
- 2013: Virginia Woolf: Orlando BR
- 2014: Mit dem Hackenporsche… , BR
- 2018: Auf einem einzigen Blatt Papier, BR
- 2019: Apokalypse Baby, BR
- 2020: Die Einsamkeit des Kranführers, BR[6]